# Mercedes Salisachs
Mercedes Salisachs Roviralta (Barcelona, 18 de septiembre de 1916-ibídem, 8 de mayo de 2014) fue una escritora española. Su obra La gangrena obtuvo el Premio Planeta en 1975.

## Biografía
Hija de un rico industrial barcelonés, Pedro Salisachs Jané, y de Sofía Roviralta Astul, recibió una educación esmerada y liberal-conservadora. Estudió peritaje mercantil en la Escuela de Comercio. Durante la guerra civil española estuvo refugiada, con su familia, en San Sebastián. En enero de 1935 se casó con un rico industrial de la Casa Burés, también perito mercantil, fallecido en 1993. Con él tuvo cinco hijos, el segundo de los cuales, Miguel, murió en un accidente automovilístico en Francia con tan solo 21 años, siendo la fuente de inspiración para una de sus más conocidas novelas, La gangrena, con la que obtuvo el Premio Planeta en 1975.
Escribió algunas historias románticas durante su adolescencia, aunque su primera novela publicada -de la que no se retractó- fue Primera mañana, última mañana (1955), que la escribió con el seudónimo de María Acín.
Sufrió la intransigencia de la censura durante la dictadura franquista. Así su obra La sinfonía de las moscas, escrita en 1958, no fue publicada por problemas con la censura hasta 1982.
Trabajó como directora editorial de Plaza & Janés y como decoradora.
En su obra se ve una preocupación constante por los problemas que afligían a la sociedad española en la época franquista aunque su estilo no coincide con la generación de los 50. Su obra es la voz de la burguesía acomodada que se encuentra en el grupo de vencedores y beneficiarios de la dictadura.
Con una veintena de nietos y un buen número de bisnietos, también fue importante su aportación a la literatura infantil.
Fue una de las escritoras en activo más longeva del mundo. Hablaba cinco idiomas y entre ellos no estaba el catalán.
Falleció el 8 de mayo de 2014 en el Centro Médico Teknon de Barcelona a los 97 años.

## Reconocimientos
- En 1956 su novela Una mujer llega al pueblo ganó el Premio Ciudad de Barcelona.[11]
- En 1973 quedó finalista del Premio Planeta con su obra Adagio confidencial.[11]
- En 1975 obtuvo el Premio Planeta con La gangrena.[6]
- En 1983 fue galardonada con el premio Ateneo de Sevilla su novela El volumen de la ausencia.[6]
- En 1999 recibió la Gran Cruz de Alfonso X el Sabio.[12]
- En 2004 ganó el premio Fernando Lara con El último laberinto.[6]
- Goodbye, España recibió en 2009 el Premio de Novela Histórica Alfonso X El Sabio 2009.[6]

## Obra

### Novelas
- San Marcial, 42
- Dos mundos. Barcelona: P. Yuste, 1940[13]
- Los que se quedan. Barcelona: Juventud S.A., 1942
- Primera mañana, última mañana. Barcelona: Planeta, 1955.
- Carretera intermedia. Barcelona: Luis de Caralt, 1956. Finalista del IV Premio Planeta 1955
- Una mujer llega al pueblo. Barcelona: Planeta, 1956.
- Más allá de los raíles. Barcelona: Luis de Caralt, 1957.
- Adán helicóptero, 1957 (En realidad fue publicada en 1948 con el título Foehn y con el seudónimo A. Dan).[14]
- Vendimia interrumpida. Barcelona: Planeta, 1960.
- La estación de las hojas amarillas. Barcelona: Planeta, 1963.
- Carratera Intermedia, 1963
- El declive y la cuesta. Barcelona: Planeta, 1966.
- La última aventura. Barcelona: Planeta, 1967.
- Adagio confidencial. Barcelona: Planeta, 1973. Finalista del XXII Premio Planeta 1973
- La gangrena. Barcelona: Planeta, 1975. XXIV Premio Planeta 1975
- Viaje a Sodoma. Barcelona: Planeta, 1977.
- La presencia. Barcelona: Argos Vergara, 1979.
- La sinfonía de las moscas. Barcelona: Planeta, 1982.
- El volumen de la ausencia. Barcelona: Planeta, 1983.
- Sea breve, por favor, 1983. Premio Rosa Navarro
- La danza de los salmones. Barcelona: Planeta, 1985. Reedición; Madrid: Sekotia, 2008
- Bacteria mutante, 1996 (Continuación de La gangrena)
- El secreto de la flores. Barcelona: Plaza y Janés, 1997.
- La voz del árbol. Barcelona: Plaza y Janés, 1998.
- Los clamores del silencio. Barcelona: Plaza y Janés, 2000.
- La conversación. Ediciones B. Barcelona, 2002.
- Desde la Dimensión Intermedia. Ediciones B, Barcelona, abril de 2003
- El último laberinto. Barcelona: Planeta, 2004.
- Reflejos de luna. Barcelona: Planeta, 2005.
- Entre la sombra y la luz. Barcelona: Ediciones B, 2007.
- Goodbye, España. Barcelona: Ediciones Martínez Roca, 2009. Ganadora del Premio de Novela Histórica Alfonso X El Sabio 2009
- El cuadro Madrid: Libros Libres, 2011
- Canto a la vida: Madrid: Clínica Universidad de Navarra, 2011
- El caudal de las noches vacías Barcelona: Ediciones Martínez Roca, 2013.

### Cuentos
- Pasos conocidos. Barcelona: Pareja y Borrás, 1957
- El proyecto y otros relatos. Barcelona: Planeta, 1978
- Feliz Navidad, señor Ballesteros. Confederación Cajas de Ahorros, 1983. Finalista del Premio Hucha de Oro 1983

### Otros
- La heroína de Betulia, 1948. Teatro
- El autor enjuicia su obra. Madrid: Editora Nacional, 1966. Conferencia
- La decoración. Editorial Nauta, 1969. Ensayo
- Derribos: crónicas íntimas de un tiempo saldado. Barcelona: Argos Vergara, 1981. Autobiografía
- La palabra escrita. Radiografía de mis novelas. Ediciones B. Barcelona, 2003. Reflexión sobre su propia obra literaria